# Primera Divisió femenina de futbol 2024-2025
La Primera Divisió femenina de futbol 2024-2025, també denominada Lliga F per motius comercials, és la trenta-setena edició de la competició. Se celebra des del 8 de setembre de 2024 fins al 18 de maig de 2025 i és organitzada per la Lliga Professional Femenina de Futbol (LPFF). Hi participen divuit equips, sis dels quals de l'àmbit catalanoparlant, el FC Barcelona, vigent campió, el RCD Espanyol, el FC Llevant Badalona, el Llevant UE i el València CF.

## Sistema de competició
La competició es disputa en sistema de tots contra tots a doble partit, un en camp propi i l'altre en camp contrari, amb un total de trenta jornades. La classificació final s'estableix d'acord amb els punts totals obtinguts per cada equip en finalitzar el campionat. Els equips obtenen tres punts per cada partit guanyat, un punt per cada empat i cap punt pels partits perduts. Si en finalitzar el campionat dos equips igualen a punts, els mecanismes per desempatar la classificació són els següents:
1. Qui tingui una major diferència entre gols a favor i en contra segons el resultat dels partits jugats entre ells.
2. Qui tingui la diferència més gran de gols a favor tenint en compte tots els obtinguts i rebuts en el transcurs de la competició.

Si l'empat a punts és entre tres o més clubs, els successius mecanismes de desempat són els següents:
1. La millor puntuació de la que a cadascun correspongui d'acord amb els resultats dels partits jugats entre si pels clubs implicats.
2. La diferència més gran de gols a favor i en contra, considerant únicament els partits jugats entre si pels clubs implicats.
3. La diferència més gran de gols a favor i en contra tenint en compte totes les trobades del campionat.
4. El nombre més gran de gols a favor tenint en compte totes les trobades del campionat.

El calendari de lliga fou definit per sorteig l'agost de 2024, celebrant-se la primera jornada el 8 de setembre de 2024 i la darrera el 18 de maig de 2025.

### Classificació per competicions internacionals
La UEFA atorga tres places per a la classificació de la Lliga de Campions de la temporada 2025-26, distribuïdes de la següent forma:
- El campió de lliga es classifica de forma directa a la fase grups de la Lliga de Campions.
- El segon i el tercer classificat disputen la segona ronda de classificació de la Lliga de Campions.

## Clubs participants
- Athletic Club
- Atlètic de Madrid
- FC Barcelona
- Deportivo Abanca
- SD Eibar
- RCD Espanyol
- Granada CF
- Llevant UE
- FC Llevant Badalona
- Madrid CFF
- Reial Betis
- Reial Madrid CF
- Reial Societat
- Sevilla FC
- UDG Tenerife
- València CF

## Taula de resultats
| Casa \ Fora         | ATH | ATM | BAR | DEP | EIB | ESP | GRA  | LLE | LLB | MAD | BET | RMA | RSO | SEV | TEN | VAL |
| ------------------- | --- | --- | --- | --- | --- | --- | ---- | --- | --- | --- | --- | --- | --- | --- | --- | --- |
| Athletic Club       | —   | 0–2 |     |     |     |     | 2–1  |     |     | 1–0 | 3–0 |     |     |     |     | 1–1 |
| Atlètic de Madrid   |     | —   | 0–3 | 2–1 | 1–1 |     | 2–0  |     |     | 4–0 |     |     | 1–0 |     |     |     |
| FC Barcelona        |     |     | —   |     | 4–0 | 7–1 | 10–1 |     |     |     |     |     | 3–1 |     | 5–1 |     |
| Deportivo Abanca    | 2–2 |     | 0–3 | —   |     | 0–1 |      |     |     | 1–0 | 0–0 |     | 0–1 |     |     |     |
| SD Eibar            | 1–2 |     |     | 0–0 | —   |     |      | 0–3 |     |     | 2–0 |     |     |     | 0–0 | 2–0 |
| RCD Espanyol        |     | 0–0 |     |     | 2–1 | —   | 1–0  |     |     |     |     | 0–5 |     |     | 0–0 |     |
| Granada CF          |     |     |     |     | 2–0 |     | —    | 1–1 |     |     | 1–2 |     | 0–2 | 3–0 |     |     |
| Llevant UE          | 0–1 |     | 1–4 | 1–0 |     |     | 2–3  | —   |     |     |     |     | 1–2 | 0–0 |     |     |
| FC Llevant Badalona |     |     |     |     |     | 1–1 |      | 2–0 | —   | 1–0 |     | 1–3 |     |     | 0–0 |     |
| Madrid CFF          |     |     | 1–8 |     | 2–1 | 2–1 |      |     |     | —   |     | 0–1 |     | 2–1 | 2–1 |     |
| Reial Betis         |     |     |     |     |     | 0–0 |      | 1–2 | 4–3 |     | —   | 0–3 |     |     | 0–1 |     |
| Reial Madrid CF     | 2–0 | 1–1 | 0–4 |     |     |     |      |     |     |     |     | —   |     |     |     | 1–0 |
| Reial Societat      | 1–0 |     |     |     |     |     |      |     | 2–1 | 2–2 | 4–0 |     | —   |     |     |     |
| Sevilla FC          |     | 1–2 | 0–1 | 2–1 |     | 1–0 |      |     | 0–1 |     |     |     | 3–2 | —   |     |     |
| UDG Tenerife        | 2–1 |     |     |     |     |     |      | 0–0 |     |     |     | 1–4 |     | 4–1 | —   | 2–0 |
| València CF         |     | 0–4 |     |     |     |     | 0–2  |     | 1–1 |     | 0–2 |     |     | 1–3 |     | —   |

## Classificació general
| Pos | Equip                     | PJ | PG | PE | PP | GF  | GC | DG  | Pts | Classificació o descens              |
| --- | ------------------------- | -- | -- | -- | -- | --- | -- | --- | --- | ------------------------------------ |
| 1   | FC Barcelona              | 29 | 27 | 0  | 2  | 115 | 16 | +99 | 81  | Classificat per la Lliga de Campions |
| 2   | Reial Madrid              | 29 | 24 | 3  | 2  | 84  | 25 | +59 | 75  | Classificat per la Lliga de Campions |
| 3   | Atlètic de Madrid Féminas | 29 | 14 | 11 | 4  | 42  | 23 | +19 | 53  | Classificat per la Lliga de Campions |
| 4   | Athletic Club             | 29 | 15 | 4  | 10 | 39  | 26 | +13 | 49  |                                      |
| 5   | Granada CF                | 29 | 14 | 3  | 12 | 40  | 41 | −1  | 45  |                                      |
| 6   | Reial Societat            | 29 | 12 | 5  | 12 | 36  | 39 | −3  | 41  |                                      |
| 7   | UD Granadilla Tenerife    | 29 | 10 | 9  | 10 | 35  | 34 | +1  | 39  |                                      |
| 8   | Sevilla FC                | 29 | 10 | 6  | 13 | 30  | 43 | −13 | 36  |                                      |
| 9   | SD Eibar                  | 29 | 9  | 9  | 11 | 21  | 38 | −17 | 36  |                                      |
| 10  | Madrid CFF                | 29 | 8  | 6  | 15 | 33  | 59 | −26 | 30  |                                      |
| 11  | RCD Espanyol              | 29 | 6  | 12 | 11 | 23  | 47 | −24 | 30  |                                      |
| 12  | FC Llevant Badalona       | 29 | 6  | 10 | 13 | 23  | 39 | −16 | 28  |                                      |
| 13  | Llevant UE                | 29 | 7  | 7  | 15 | 29  | 45 | −16 | 28  |                                      |
| 14  | Deportivo Abanca          | 29 | 6  | 9  | 14 | 23  | 43 | −20 | 27  |                                      |
| 15  | Reial Betis Féminas       | 29 | 6  | 5  | 18 | 22  | 54 | −32 | 23  | Descendeixen a la Primera Federació  |
| 16  | Valencia Fèmines CF       | 29 | 5  | 7  | 17 | 21  | 44 | −23 | 22  | Descendeixen a la Primera Federació  |

## Estadístiques

### Màxima golejadora
|  |

| Pos. | Jugadora               | Club         | Gols | PJ | GPP  |
| ---- | ---------------------- | ------------ | ---- | -- | ---- |
| 1    | Ewa Pajor              | FC Barcelona | 21   | 26 | 0.81 |
| 2    | Edna Imade             | Granada CF   | 15   | 27 | 0.56 |
| 3    | Alèxia Putellas        | FC Barcelona | 14   | 22 | 0.64 |
| 4    | Alba Redondo           | Reial Madrid | 13   | 27 | 0.48 |
| 5    | Signe Bruun            | Reial Madrid | 12   | 24 | 0.50 |
| 6    | Caroline Graham Hansen | FC Barcelona | 11   | 20 | 0.55 |
| 6    | Ivonne Chacón          | Llevant UE   | 11   | 28 | 0.39 |
| 8    | Vicky López            | FC Barcelona | 10   | 24 | 0.42 |
| 8    | Aitana Bonmatí         | FC Barcelona | 10   | 24 | 0.42 |
| 8    | Natalia Padilla        | Sevilla FC   | 10   | 26 | 0.38 |